# Wenas Wildlife Area

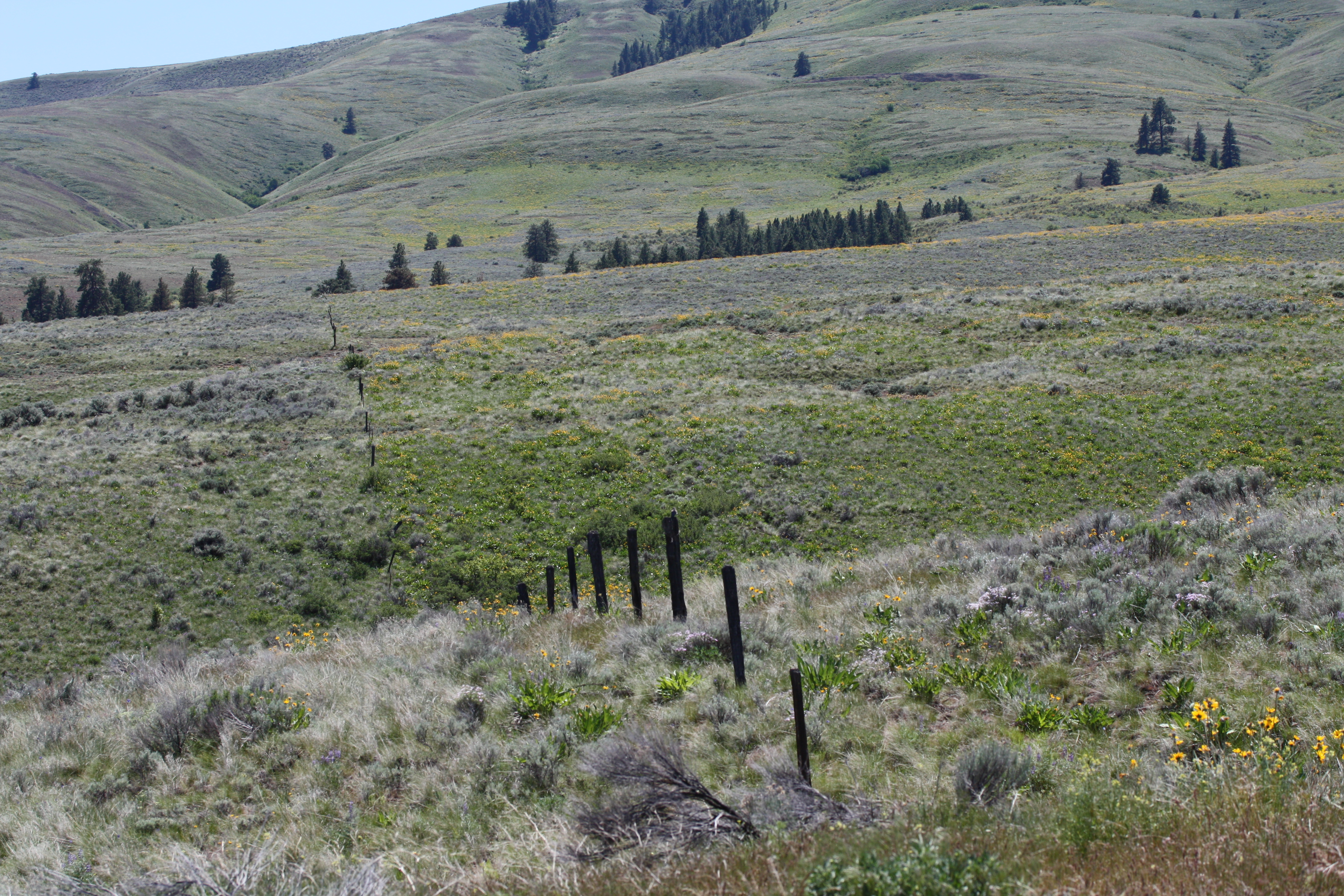
La vertiente norte de Umtanum Ridge en Wenas Wildlife Area

Wenas Wildlife Area es un área protegida de 42.680 ha administrada por el Departamento de Washington de Pesca y Vida Silvestre, una agencia del Gobierno de Washington.